# Аугусто Ріботі
Аугусто Ріботі (італ. Augusto Antonio Riboty, 28 листопада 1816, Пюже-Теньє - 8 лютого 1888, Ніцца ) - італійський політик та адмірал, учасник Австро-італійської (1848—1849), Кримської та Австро-італійської (1866) воєн.
Згодом депутат парламенту та міністр військово-морського флоту.

## Біографія
Аугусто Ріботі народився 28 листопада 1816 року в Пюже-Теньє. У 1830 році вступив до Морської школи у Генуї, яку закінчив у 1835 році. У 1848 році під час австро-італійської війни командував бригом «Коломбо».
Брав участь у Кримській війні, під час якої командував фрегатом «Карло Альберто». У 1860 році отримав звання капітана II-го рангу і призначений керівником Військово-морської школи у Генуї, де служив до 1864 року. Згодом отримав звання капітана I-го рангу.
Під час австро-італійської війни командував паровим броненосним фрегатом «Ре ді Портогалло».
Під час битва біля Лісси, незважаючи на постійні атаки австрійського флоту, зумів пошкодити австрійський лінійний корабель «Кайзер», за що був нагороджений 
Золотою Медаллю «За військову доблесть». Після закінчення війни отримав звання адмірала.
У 1867 році Аугусто Ріботі був призначений міністром Військово-морського флоту в уряді Луїджі Федеріко Менабреа. У цей час флот був у важкому стані через поразку біля Лісси та нестабільне фінансове становище Італії, що призводило до погіршення будівництва нових кораблів, їх використання та навчання екіпажів. Однією з першочергових дій Аугусто Ріботі було скорочення кількості адміралів та офіцерів. Щоб уникнути суперечок, Аугусто Ріботі у 1868 році також залишив військову службу і вийшов на пенсію.
Аугусто Ріботі намагався створити єдину Військово-морську академію (цю ідею висунув Карло ді Персано). Але цю ідею реалізував лише Бенедетто Брін у 1882 році. Аугусто Ріботі вдалось лише об'єднати військово-морські школи в Генуї та Неаполі.
У грудні 1869 року закінчилась каденція прем'єр-міністра Менабреа, Аугусто Ріботі подав у відставку. У 1870 році був обраний сенатором. У 1871 році Аугусто Ріботі знову був призначений міністром Військово-морського флоту в уряді Джованні Ланца. Його зусилля з реконструкції флоту дали свої плоди. Йому вдалось домогтись фінансування будівництва нових кораблів типу «Кайо Дуіліо», які розробив Бенедетто Брін.
Після відставки Аугусто Ріботі жив у Ніцці, де помер у 1888 році.

## Нагороди
- Золота медаль «За військову доблесть»

## Вшанування
На честь Карло Аугусто Ріботі був названий есмінець типу «Карло Мірабелло».